# کینگ کونگ (بازی ویدئویی ۲۰۰۵)
پیتر جکسون کینگ کونگ (به انگلیسی: Peter Jackson's King Kong: The Official Game of the Movie) یک بازی ویدئویی در سبک اکشن-ماجراجویی است که در سال ۲۰۰۵ توسط کمپانی یوبی سافت و براساس فیلم کینگ کونگ ساخته شد. این بازی با همکاری نزدیک بین کارگردان فیلم (پیتر جکسون) و «مایکل اَنسل» تهیه گردید. داستان بازی در مورد اتفاقاتی است که برای نویسنده اهل نیویورک (جک دریسکول) در «جزیره جمجمه» و در هنگام آزاد نمودن عشق خود (آن دارو) از دست گوریل غول پیکر (کینگ کونگ)، می‌افتد.
این بازی به گیمر اجازه می‌دهد تا هم در نقش «جک دریسکول» و هم در نقش کینگ کونگ به بازی بپردازد. برای مبارزه با موجودات «جزیره جمجمه»، جک می‌تواند از اسلحه‌های گرم یا نیزه‌ها استفاده کرده و کینگ کونگ هم با ضربات قدرتمند مشت و لگد دشمنان خود را از پای درمی‌آورد. نمای دوربین در هنگام بازی با کینگ کونگ «دید سوم شخص» می‌باشد در حالیکه در هنگام بازی با شخصیت «جک»، نمای دوربین به «دید اول شخص» تغییر پیدا می‌کند.
این بازی در تاریخ ۲۱ نوامبر ۲۰۰۵ برای پی‌سی و کنسول‌های نسل ششم و کنسول نینتندو دی‌اس و نسخه ایکس‌باکس ۳۶۰ آن در تاریخ ۲۲ نوامبر ۲۰۰۵ (در هنگام عرضه کنسول ایکس‌باکس ۳۶۰) منتشر شد. نسخه کنسول پلی‌استیشن همراه و گیم بوی ادونس این بازی با عنوان کامل «کونگ: هشتمین عجایب دنیا» نیز در تاریخ ۲۰ دسامبر ۲۰۰۵ منتشر شدند.
نسخه پی سی و کنسولی این بازی در هنگام عرضه توسط منتقدین و وب‌سایت‌های مختلف مورد تقدیر قرار گرفت. محیط بازی، صداهای محیطی، صداگذاری شخصیت‌ها (که توسط هنرپیشه‌های اصلی فیلم انجام گرفت و موفق به دریافت بهترین صداگذاری در سال ۲۰۰۵ از برنامه جوایز بازی‌های ویدئویی اسپایک گردید) و توانایی بازی در نقش «دریسکول» و کینگ کونگ از مواردی بودند که مورد تقدیر منتقدین قرار گرفتند. با اینحال نسخه کنسول دستی نینتندو دی‌اس برای باگ‌های فراوان، ایرادات تکنیکی و هوش مصنوعی بسیار ضعیف بازخورد منفی در پی داشت. نسخه پلی‌استیشن همراه این بازی نیز با واکنش‌های متفاوتی از سوی منتقدین مواجه شد، قابلیت مولتی پلیر این نسخه مورد تقدیر و کوتاهی بخش تک نفره آن مورد نکوهش قرار گرفت. این بازی در بازار با فروش خوب و مناسبی مواجه شد، به طوری‌که
تا پایان مارس ۲۰۰۶ بیش از ۴.۵ میلیون نسخه از آن در سرتاسر جهان به فروش رفت.

## گیم‌پلی
در این بازی گیمر در نقش نویسنده اهل نیویورک «جک دریسکول» و گوریل غول پیکر «کینگ کونگ» ایفای نقش می‌کند که هدف آن‌ها زنده ماندن در محیط وحشی «جزیره جمجمه» در سال ۱۹۳۳ میلادی است.
مراحلی که قهرمان بازی شخصیت «جک دریسکول» می‌باشد دارای دید دوربین اول شخص است. این عنوان در حالت پیش فرض قابلیت نشانگر برای تیراندازی، شمارشگر باقیمانده مهمات و نمایشگر سلامتی را غیرفعال نموده (گیمر می‌تواند به انتخاب خود و در بخش تنظیمات، آن‌ها را فعال نماید) و دلیل آن هم ایجاد چالش بیشتر برای گیمر و وادار نمودن او به انتخاب اسلحه‌ها یا راه‌های جایگزین برای بقا در جزیره می‌باشد.
در مراحل غیرانسانی بازی کنترل کینگ کونگ در اختیار گیمر قرار می‌گیرد که باید در حالیکه در محیط جزیره از «آن دارو» محافظت می‌نماید، با هیولاهای غول‌پیکر نیز مبارزه کند. در این حالت نمای دوربین به «دید سوم شخص» تغییر پیدا کرده و کینگ کونگ با استفاده از ضربات مشت و لگد، گرفتن و استفاده از اشیا پیرامون خود با دشمنانش نبرد می‌کند. او همچنین قادر به گاز گرفتن، هل دادن، بالا رفتن و حتی کوبیدن مشت بر سینه در حالت خشمگین می‌باشد. وقتی کینگ کونگ وارد حالت خشم می‌شود محیط بازی به رنگ طلایی درآمده و در این حالت قدرت بیشتری در هنگام حمله و آسیب‌پذیری کمتری در مقابل حمله دشمنان به دست می‌آورد. بسیاری از سکانس‌های مربوط به کینگ کونگ صرف مبارزه با باس‌های غول‌پیکری می‌شود که در حالت انسانی، «جک» قادر به مبارزه با آن‌ها نیست.
بنا به تأیید «پیتر جکسون»، این بازی دارای یک پایان متفاوت نیز می‌باشد و آن هنگامی است که کینگ کونگ در صحنه تیراندازی به ساختمان امپایر استیت نجات داده شده و به «جزیره جمجمه» بازگردد. برای آزاد نمودن این پایان، گیمر باید ابتدا یک بار بازی را به اتمام رسانده و سپس مجدداً به بازی برگشته و مپ‌های مختلف را بازی نماید تا در نهایت ۲۵۰۰۰۰ امتیاز کسب نماید. البته این پایان را می‌توان از طریق فعال کردن کدهای «چیت» در بازی نیز آزاد نمود.

## داستان
در سال ۱۹۳۳ کارگردانی به نام کارل دنهایم (جک بلک)، نقشه اسرارآمیزی از یک جزیره ناشناخته در دورترین نقطه اقیانوس آرام با نام جزیره جمجمه به دست می‌آورد. او شروع به استخدام افرادی برای انجام سفر به آن جزیره می‌نماید. یک نویسنده نمایشنامه با نام جک دریسکول (آدرین برودی)، یک هنرپیشه از کار اخراج شده زن به نام آن دارو (نائومی واتس) و یک کشتی با خدمه کامل به نام Venture که توسط شخصی به نام کاپیتان انگل‌هورن (توماس کرتشمن) هدایت می‌شد. این کشتی در تاریخ ۱۲ اکتبر همان سال به جزیره می‌رسد و تیم فیلمسازی به همراه خدمه در یک آب و هوای طوفانی با استفاده از سه قایق نجات سعی می‌کنند خود را به ساحل جزیره برسانند که به علت طوفانی بودن دریا و سقوط صخره‌های سنگی، قایقی که جک، کارل، آن و هِیس(ایوان پارک) در آن بودند شکسته و غرق می‌شود.
نجات یافتگان اقدام به حرکت در جزیره می‌کنند ولی بنابر اتفاقاتی بین گروه فاصله افتاده و ناگهان جک و آن توسط بومیان دستگیر می‌شوند. بومیان، آن را به عنوان قربانی تقدیم به گوریل غول‌پیکر جزیره (کینگ کونگ) می‌کنند، و در همین حین جک توسط کارل از بند نجات داده می‌شود و شروع به تعقیب رد حرکت کینگ کونگ می‌کنند تا بتوانند آن را از دستان او آزاد کنند…

## انتشار
نسخه ایکس‌باکس ۳۶۰ این بازی برتری‌های زیادی در گرافیک و صوت نسبت به کنسول‌های نسل ششم داشت. نسخه دیگری نیز برای پی‌سی (با عنوان Gamer's Edition) منتشر شد که این برتری‌های گرافیکی در آن لحاظ شده بود.
نسخه Special Edition این بازی برای مدت محدودی منتشر و در دسترس عموم قرار گرفت. این نسخه شامل دو عدد دیسک که یکی از آن‌ها دیسک جایزه بوده و شامل کانسپت آرت‌ها و یک اسکرین سیور از بازی می‌شد، به همراه یک دیسک از مراحل ساخت بازی و مصاحبه با پیتر جکسون بود.

### مشکلات فنی
زمان ساخت این بازی مصادف بود با پایان نسل ششم کنسول‌ها و ورود کنسول ایکس‌باکس ۳۶۰ به عنوان پرچمدار نسل هفتم و به همین دلیل نسخه ایکس‌باکس ۳۶۰ فقط برای اجرا و نمایش در تلویزیون‌های با کیفیت بالا (HDTV) بهینه شده بود و اجرای این بازی بر روی تلویزیون‌های معمولی (SD) نتیجه بسیار نامطلوبی بر روی کیفیت تصاویر و گیم‌پلی بازی داشت. به همین دلیل کمپانی یوبی‌سافت به گیمرها پیشنهاد کرد در صورتی که تلویزیون‌های HD ندارند، فعلاً نسخه ایکس‌باکس را خریداری کنند تا سازندگان بتوانند این مشکل نسخه ایکس‌باکس ۳۶۰ را حل نمایند، و در نهایت پچ اصلاح کننده منتشر شد. نسخه ایکس‌باکس این بای قابلیت اجرا بر روی ایکس‌باکس ۳۶۰ را ندارد ولی کمپانی مایکروسافت در ژوئن ۲۰۱۹ نسخه ایکس‌باکس ۳۶۰ این بازی را قابل اجرا برای کنسول ایکس‌باکس وان نمود.
نسخه پی‌سی این بازی نیز برای جلوگیری از کپی غیرقانونی از تکنولوژی استارفورس (StarForce) استفاده می‌کرد که البته باعث بروز مشکلاتی به‌خصوص برای گیمرهایی که از ویندوز ۷ استفاده می‌کردند، شده بود. برای حل این مشکل هیچگونه پچی از طرف سازندگان منتشر نشد. نسخه Gamer's Edition این بازی بدون هیچگونه مشکلی بر روی سیستم عامل‌های ویندوز ۷ و ویندوز ۱۰ اجرا می‌شود.

## بازخورد
| گردآورنده  | امتیاز | امتیاز        | امتیاز  | امتیاز      | امتیاز      | امتیاز          | امتیاز  | امتیاز      |
| گردآورنده  | دی‌اس   | گیم بوی ادونس | گیم‌کیوب | رایانه شخصی | پلی‌استیشن ۲ | پلی‌استیشن همراه | اکس‌باکس | اکس‌باکس ۳۶۰ |
| ---------- | ------ | ------------- | ------- | ----------- | ----------- | --------------- | ------- | ----------- |
| گیم‌رنکینگز | 25.14% | 61.82%        | 80.63%  | 78%         | 82%         | 56.21%          | 81.56%  | 79.99%      |
| متاکریتیک  | 28/100 | 59/100        | 81/100  | 77/100      | 82/100      | 56/100          | 82/100  | 80/100      |

| ناشر                     | امتیاز | امتیاز        | امتیاز  | امتیاز      | امتیاز      | امتیاز          | امتیاز  | امتیاز      |
| ناشر                     | دی‌اس   | گیم بوی ادونس | گیم‌کیوب | رایانه شخصی | پلی‌استیشن ۲ | پلی‌استیشن همراه | اکس‌باکس | اکس‌باکس ۳۶۰ |
| ------------------------ | ------ | ------------- | ------- | ----------- | ----------- | --------------- | ------- | ----------- |
| وان‌آپ.کام                |        |               |         |             | A           |                 | A       | A-          |
| اج                       |        |               | 8/10    | 8/10        | 8/10        |                 | 8/10    |             |
| الکترونیک گیمینگ مانثلی  |        |               | 8.67/10 |             | 8.67/10     |                 | 8.67/10 | 8.67/10     |
| یوروگیمر                 |        |               |         |             |             |                 | 9/10    | 8/10        |
| گیم اینفورمر             |        |               | 8.5/10  |             | 8.5/10      |                 | 8.5/10  | 8.5/10      |
| گیم‌پرو                   |        |               |         |             |             |                 |         | [ ۳۳ ]      |
| گیم رولیشن               |        |               |         |             | B           |                 | B       | B           |
| گیم‌اسپات                 | 2.8/10 | 6.9/10        | 8.2/10  | 8.1/10      | 8.2/10      | 6.2/10          | 8.2/10  | 8.2/10      |
| گیم‌اسپای                 |        | [ ۴۰ ]        | [ ۴۱ ]  | [ ۴۱ ]      | [ ۴۱ ]      | [ ۴۲ ]          |         | [ ۴۱ ]      |
| گیمز ریدار+              |        |               | [ ۴۳ ]  |             |             |                 |         | [ ۴۳ ]      |
| گیمزتی‌ام                 |        |               | 6/10    | 6/10        | 6/10        |                 | 6/10    | 6/10        |
| گیم‌تریلرز                |        |               |         |             |             |                 |         | 8.3/10      |
| گیم‌زون                   |        | 5.7/10        | 8.5/10  | 8.1/10      | 7.9/10      | 7.5/10          | 8.4/10  | 8.5/10      |
| آی‌جی‌ان                   | 3/10   |               | 8/10    | 8/10        | 8/10        | 6.9/10          | 8/10    | 8/10        |
| جویستیک                  |        |               |         |             |             |                 |         | 8./10       |
| مجله ان‌جی‌سی              |        | 73%           | 79%     |             |             |                 |         |             |
| نینتندو پاور             | 3.5/10 | 6/10          | 9/10    |             |             |                 |         |             |
| نینتندو ورلد ریپورت      |        | 4/10          | 8.5/10  |             |             |                 |         |             |
| اوپی‌ام (بریتانیا)        |        |               |         |             | 9/10        | 5/10            |         |             |
| اوپی‌ام (ایالات متحده)    |        |               |         |             | [ ۶۶ ]      |                 |         |             |
| اواکس‌ام (بریتانیا)       |        |               |         |             |             |                 | 9/10    | 7/10        |
| اواکس‌ام (ایالات متحده)   |        |               |         |             |             |                 | 9/10    | 9/10        |
| پال‌جی‌ان                  | 1/10   |               |         |             |             | 5/10            | 8/10    |             |
| پی‌سی فرمت                |        |               |         | 80%         |             |                 |         |             |
| پی‌سی گیمر (بریتانیا)     |        |               |         | 84%         |             |                 |         |             |
| پی‌سی گیمر (ایالات متحده) |        |               |         | 77%         |             |                 |         |             |
| پی‌سی زون                 |        |               |         | 8.3/10      |             |                 |         |             |
| پلی                      |        |               |         |             | 77%         |                 |         |             |
| پی‌اس‌ام                   |        |               |         |             | 9/10        | 3.5/10          |         |             |
| پی‌اس‌ام۳                  |        |               |         |             | 72%         | 56%             |         |             |
| تیم اکس‌باکس              |        |               |         |             |             |                 | 8.4/10  | 7.9/10      |
| ایکس پلی                 |        |               |         |             |             |                 |         | [ ۸۵ ]      |